# Вірджиніо Піццалі
Вірджиніо Піццалі (італ. Virginio Pizzali, 28 грудня 1934 — 14 листопада 2021) — італійський велогонщик.
Олімпійський чемпіон 1956 року в командній гонці переслідування.